# 39e division d'infanterie (Allemagne)
Pour les articles homonymes, voir 39e division.
La  39e division d'infanterie  est une des divisions d'infanterie de l'armée allemande (Wehrmacht) durant la Seconde Guerre mondiale.

## Théâtres d'opérations
- 5 juillet au 23 août 1943 : Bataille de Koursk